# Eugène Hénard
Eugène Hénard   (París, 22 d'octubre de 1849 - París, 19 de febrer de 1923) va ser un arquitecte francès i un planificador urbà molt influent. Va ser pioner de les rotondes, que van ser introduïdes per primer cop a París el 1907.

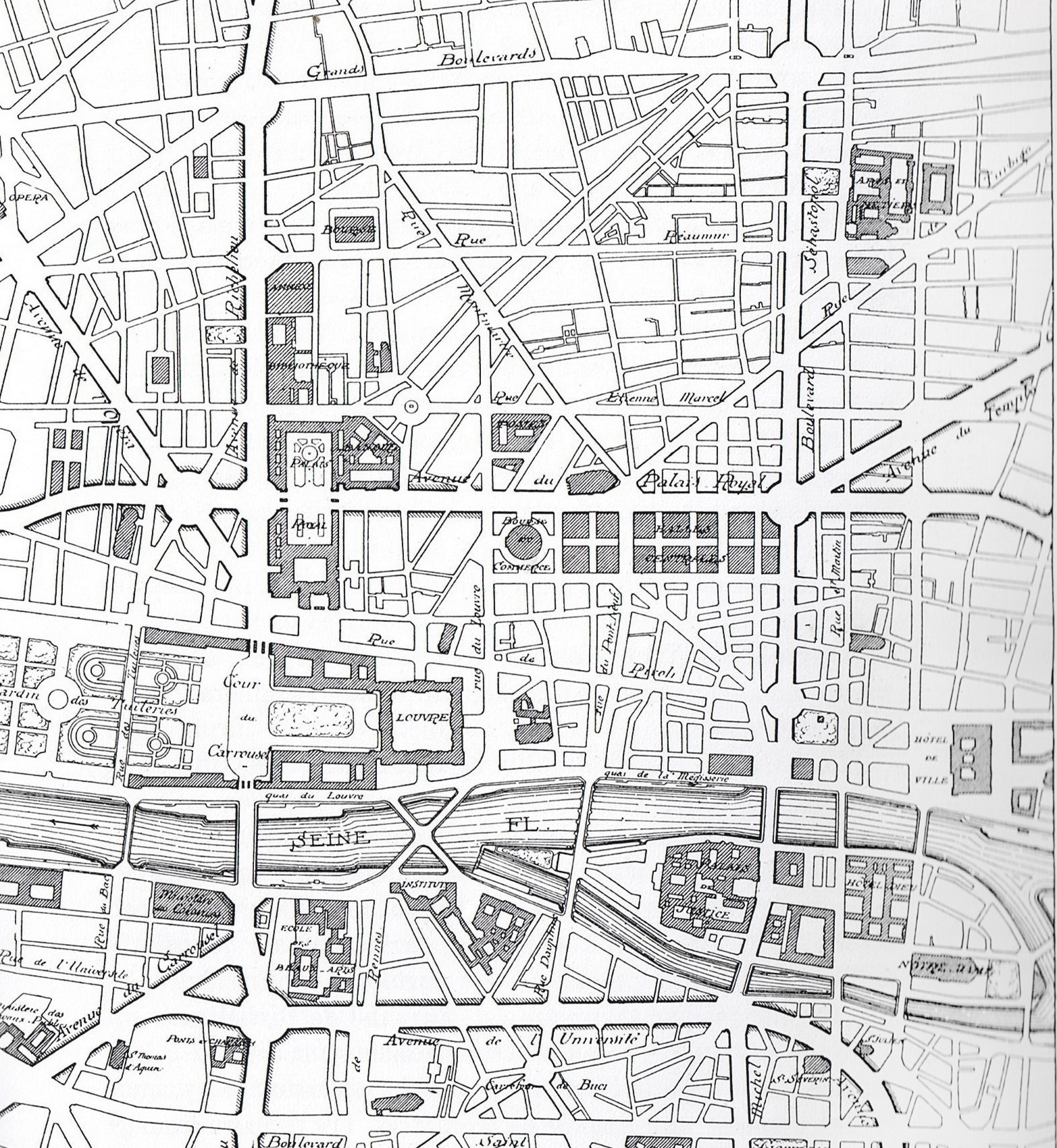
Pla pels grans creuaments de París

Hénard va defensar molts projectes urbans importants en París, incloent-hi grans carreteres radials que enllaçaven el centre a una nova carretera de circumvalació, i l'expansió de la Place de l'Opéra. Va ser també un sòlid defensor d'ampliar els espais verds a les ciutats. Va proposar un innovador "bulevard reculat", en el que els edificis se situarien esbiaixats respecte l'açiniació del carrer, maximitzant l'entrada de llum natural als apartaments. Les seves visions futuristes van ser molt influents en arquitectes més tardans, notablement Le Corbusier.

## Biografia

### Anys inicials
Eugène Hénard va néixer el 1849. El seu pare, Antoine-Julien Hénard, era professor d'arquitectura a l'École des Beaux-Arts, i era conegut com a “l'arquitecte del 12è" per a la seva feina dins el 12è districte de París.
Eugène Hénard va estudiar arquitectura amb el seu pare al École des Beaux-Arts. Va demostrar ser un alumne capaç i va guanyar diversos premis, tot i que no el Grand Prix de Roma. Va graduar-se com a arquitecte 1880.
El 1882 Hénard va obtenir una posició als Travaux de París, l'oficina d'obres públiques de la ciutat, on va romandre tota la seva vida laboral. Al principi la seva principal responsabilitat va ser el disseny d'edificis escolars.

### Arquitecte i enginyer

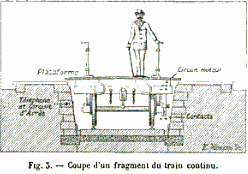
Secció transversal de la proposta d'Hénard per a una vorera mòbil per a l'Exposició de París del 1889.

Durant la planificació de l'Exposició Universal de París (1889) Hénard va proposar instal·lar un sistema innovador que va anomenar tren continu per moure els visitants, reduint fatiga i millorant el flux. El tren continu, o vorera mòbil, s'hagués alimentat per electricitat.
El seu disseny constava d'una sèrie de 320 vagons que formaven un bucle continu amb una llargada de 2,080 metres. Corrien en trinxera sobre rails. Cada vagó es cobria amb una plataforma de fusta a nivell de terra, i es movia relativament a poc a poc. Els passatgers joves i àgils podrien entrar i sortir-ne en qualsevol punt, mentre que el tren tindria parades freqüents per a la comoditat de dones, nens i passatgers més grans.
El projecte de vorera mòbil va ser refusat, però Hénard va ser assignat com a sub-inspector per ajudar a supervisar la construcció de l'enorme Palau de les Màquines, convertint-se en un dels assistents de Ferdinand Dutert, que va dissenyar l'edifici. L'edifici en volta més gran llavors era l'estació de ferrocarril de St Pancras, construïda a Londres el 1868, amb una llum de 73 metres i una alçada de 25 metres. El Palau de les Màquines tenia una llum de 115 metres i una alçada de 45 metres. Parlant de l'estructura, Hénard va dir que combinava amb èxit l'aparença estètica amb la funció enginyeril. Els dos objectius eren complementaris. El pavelló va ser reutilitzat per a l'exposició del 1900, però va ser desmantellat el 1910 malgrat l'esforç d'Hénard per preservar-lo com a monument arquitectònic.

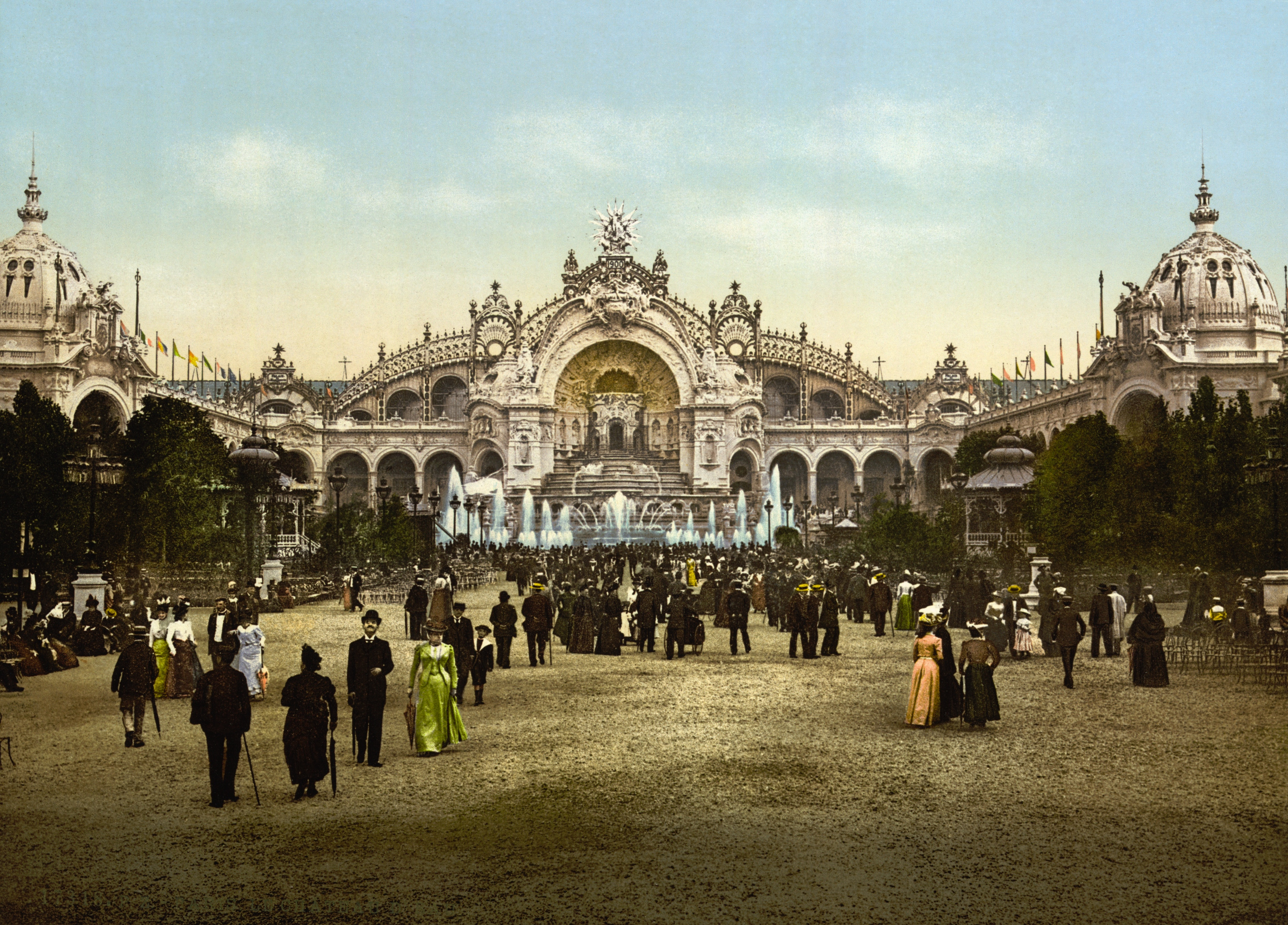
Chateau d'Eau i Palais de l'Electricité des del Camp de Mart

El 1889 Hénard esdevingué membre de la prestigiosa Societé Centrale des Architectes, i fou confirmat com a subinspector del municipi de París. El 1896 Hénard va ser nomenat subdirector dels serveis d'arquitectura de l'Exposició Universal del 1900, i el 1897 va ser desvinculat de les seves responsabilitats a la ciutat. Hénard va dissenyar el Palau de l'Electricitat per a l'exposició, al final del Camp de Mart davant la Torre Eiffel. Aquest pavelló de ferro i vidre va ser el punt culminant de l'Exposició, i també va proporcionar energia a tots els altres pavellons. Edmond Paulin va crear l'enorme torre d'aigua que li va servir de façana, una estructura extraordinària que inclou una enorme cascada, coronada per una estàtua del Geni de l'Electricitat de més de 6 metres d'alçada.
Hénard també va dissenyar la Sala de les Il·lusions, una estructura hexagonal d'aspecte morisc on les parets interiors estaven recobertes amb miralls. El calidoscopi gegant creat per a aquesta sala es conserva ara al passatge Jouffroy. Pel seu treball a l'exposició de 1900, Hénard va rebre una medalla d'or en arquitectura i va ser nomenat cavaller de la Legió d'Honor.

### Urbanista
El 1901 Hénard va tornar a treballar a la ciutat com a inspector. El 1907 va ser nomenat arquitecte de la 8a secció de la ciutat, que comprèn els districtes 9è i 17è. Entre 1901 i 1913 va ser responsable de diversos projectes d'obres públiques en aquests districtes. Va dirigir la comissió de Perspectives Monumentals del 1910 al 1911, i va ser nomenat membre del Consell d'Edificacions Civils.

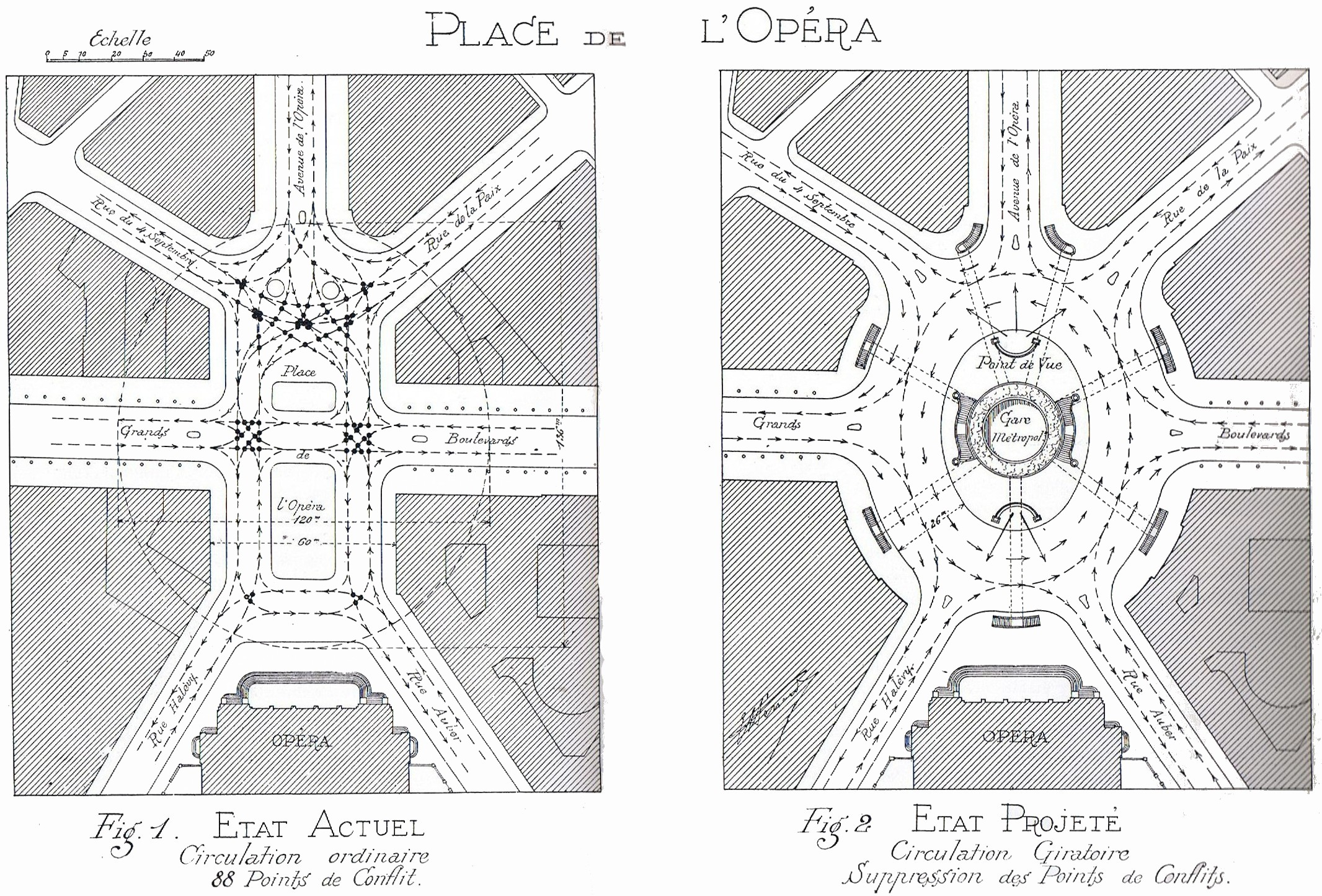
Plànol detallat per a la transformació de la place de l'Opéra en un carrefour à girations (rotonda)

Hénard també va treballar amb diverses organitzacions relacionades amb la salut, la filantropia o els serveis professionals com a expert en consideracions urbanístiques. El 1908 va dirigir un dels dos comitès del Musee Social. La seva comissió s'encarregava d'identificar els problemes d'higiene urbana i rural i de proposar solucions, mentre que l'altra comissió s'encarregava d'elaborar la legislació i trobar els mètodes legals per implementar les propostes del seu grup. En posar-se malalt, el novembre de 1911 Henri Prost va ser assignat per ajudar-lo. Prost va tenir posteriorment una destacada carrera en urbanisme. El 1913 Hénard va ser un dels fundadors de la societat francesa d'arquitectes urbans, que esdevindria la Société française des urbanistes (SFU).  Hénard en va ser el primer president.
Hénard va treballar per obtenir una llei que obligués a planificar totes les ciutats de França de més de 10.000 habitants. Va ser reconegut internacionalment per una sèrie d'articles sobre aspectes dels plans urbanístics de París que va publicar entre 1903 i 1908, inclosos els plans per utilitzar els terrenys de les antigues fortificacions per a parcs i una carretera de circumval·lació al voltant de París, la gran Ceínture. El sisè estudi, publicat el març de 1905, parlava del creixement del trànsit d'automòbils i la necessitat d'artèries radials. El setè, publicat el maig de 1906, parlava d'interseccions com les rotondes. Entre altres innovacions que va proposar als seus Études sur les transformations de Paris hi havia creuaments de vies a diversos nivells, vies de tren i línies de metro i ascensors urbans.
Hénard es va preocupar per trobar solucions al creixent problema del trànsit a París, i va dedicar bona part de la seva carrera a aquest tema. Va preparar molts estudis i plans per millorar el sistema de carrers de París tot conservant edificis i monuments importants. Hénard volia desenvolupar millors vies radials, i aprofitar l'oportunitat que presentava l'enderrocament de les fortificacions de la ciutat vella per construir una carretera de circumval·lació i nous parcs i habitatges. Les noves unitats d'habitatge tindrien una disposició esglaonada per tal de maximitzar la llum rebuda per cada apartament i crear més espai d'esbarjo. Va rebre un fort suport d'organitzacions com el Musée Social i d'altres urbanistes, però va tenir l'oposició dels inversors immobiliaris que temien l'impacte dels seus 75.000 apartaments previstos. Després de la Primera Guerra Mundial (1914-1918), la major part de l'àrea de fortificacions que s'havia d'utilitzar per als seus projectes es va vendre en parcel·les independents a diversos promotors.

## Innovacions

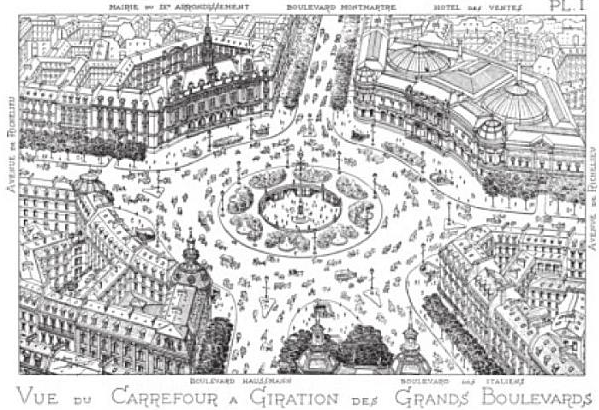
Il·lustració d'un Carrefour à Giration a partir d'una de les propostes de transformació d'Hénard. La majoria dels vehicles encara són tirats per cavalls.

### Estudi estadístic del flux de trànsit
El 1906 es calculava que hi havia 65.543 vehicles als carrers de París. Hénard va ser pioner en els estudis de trànsit, desglossant els recomptes de vehicles per tipus (per exemple, domèstics, professionals, comercials, etc.) i obtenint estadístiques de trànsit per a cada tipus a mesura que avançava el dia. Hénard va comparar París amb Londres, Berlín i Moscou, ciutats que tenien menys problemes de trànsit, i va concloure que la raó era que aquestes altres ciutats tenien artèries radials connectades a les carreteres de circumval·lació, que París no tenia. Els seus diagrames de les principals ciutats d'Europa, on posaven èmfasi en els seus patrons de carreteres radials i de circumval·lació, es van utilitzar per donar suport als plans urbans dels Estats Units, com els preparats per a San Francisco i Chicago per Daniel Burnham.

### Creuaments millorats
Hénard va proposar diverses solucions al problema del flux eficient del trànsit a través de les interseccions de carreteres, inclosa una forma d'intercanvi en trèvol. L'any 1905 Hénard va proposar la norma que a les interseccions transitades els vehicles de la dreta tenien dret de pas. Els experiments amb aquesta norma es van iniciar l'any 1907, i es va incloure en el primer reglament oficial de circulació publicat l'any 1912. La regla es manté avui. Va dissenyar una intersecció de dos nivells, en la que els vianants estaven segregats del trànsit.
Les rondes de trànsit, sovint amb un monument cívic al centre, tenen una llarga història. Fins que el creixent volum de trànsit del segle xx va forçar a trobar una solució, no hi havia una norma estàndard per moure-s'hi. El 1897, Holroyd Smith va proposar a Londres un flux de trànsit "giratori", amb el trànsit que voltava el cercle en una direcció definida. Hénard va proposar el mateix a París l'any 1903. Hénard els va anomenar carrefours à girations. La primera prova del concepte va ser al Columbus Circle de Nova York, completat el 1905. El 1907 el concepte es va introduir a París a la Place de l'Étoile i a la Place de la Nation. Les rotondes es van introduir a Gran Bretanya i Alemanya poc després, i es van arribar a fer més habituals en aquests països que a França.

### Boulevard à redans

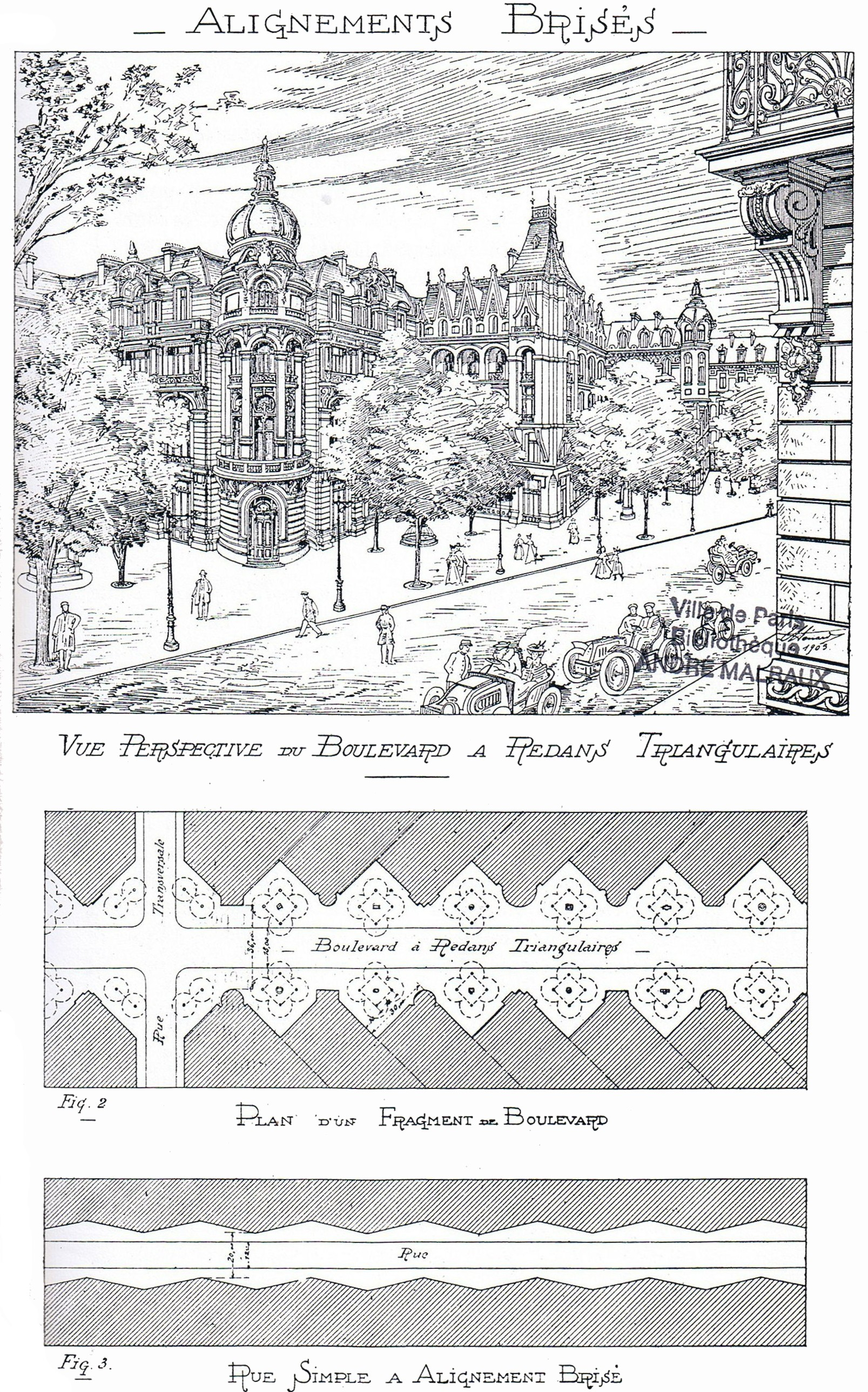
Exemple de disseny de bulevard (boulevard à redans) amb façanes reculades

En urbanisme i planificació, Eugène Hénard estava compromès amb la idea de combinar solucions a les exigències pràctiques, especialment les derivades del desenvolupament de l'automobilisme, amb objectius estètics. Va dir: "És lamentable que, amb el pretext de la higiene i la bona administració, oblidem el nostre passat com a poble artístic; és inacceptable que no puguem al nostre torn crear noves formes en què, sense sacrificar les condicions del progrés científic, l'aprovació de la gent i els aspectes de la bellesa també tinguin la seva part".
En la visió tradicional del sanejament heretada del baró Haussmann, es pensava que els bulevards amples i rectes amb arbres que tallaven la ciutat reduirien el perill d'epidèmies deixant que l'aire sa circulés lliurement. Després del descobriment dels bacteris i la possibilitat del seu tractament, ja no semblava haver-hi una necessitat de façanes uniformes i llises al llarg dels carrers per maximitzar la circulació de l'aire, tot i que l'aire fresc, la llum solar i les bones clavegueres encara eren importants. Hénard va dir que perquè una via pública doni tots els serveis que el trànsit pesat pot exigir, és necessari que la via pavimentada estigui correctament alineada i que la seva amplada sigui uniforme, però que això no implica necessàriament una alineació rigorosa dels edificis.
Hénard va proposar com a alternativa substituir les monòtones línies de façanes de cases i arbres paral·lels a la carretera per un "boulevard esglaonat" (boulevard à redans), en què les façanes dels edificis reculen de diferents maneres possibles. En una versió, els fronts dels edificis estarien en angle amb el carrer i entre ells, creant espais triangulars en els quals es podrien plantar arbres. En una disposició alternativa, els blocs d'arbres alternarien amb els blocs d'apartaments al llarg de la carretera, connectats amb els blocs d'apartaments més enretirats respecte la carretera, creant així una sèrie d'espais verds quadrats al llarg del bulevard. La disposició graonada proporcionaria una major quantitat de llum i faria espai per a petits àrees verdes entre el carrer i els edificis, o per a botigues i cafeteries. Hénard va considerar que el resultat donaria més llibertat projectual als arquitectes. Aquests conceptes van influir en el patró de les superilles lineals en la famosa proposta per a una Ville Contemporaine de Le Corbusier, del 1922.

### Ciutat del Futur

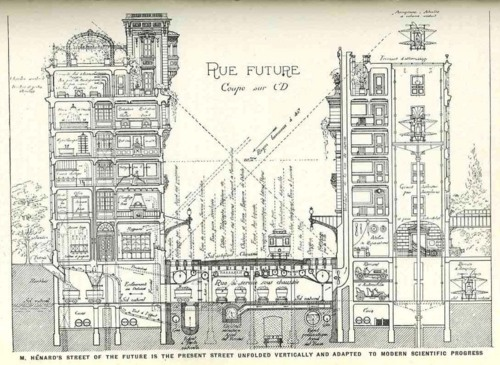
Il·lustració del "Carrer del futur" d'Hénard, publicada a American City el gener de 1911

Hénard va presentar una ponència en una conferència l'any 1910 a Londres sobre la "Ciutat del Futur" en què va oferir un esbós visionari d'una ciutat dissenyada amb alta tecnologia en la què l'ús d'avions privats estava molt estès. Encara que eren utòpics en aquell moment, molts (però no tots) dels seus suggeriments es van convertir més tard en realitat. Els seus carrers incloïen conductes per a gas, electricitat, aire comprimit, aigua potable, tubs neumàtics per a cartes, línies telefòniques, etc. Hi havia banys amb aigua calenta i freda a cada pis. Els conductes de paret alimentats al buit eliminarien l'aire contaminat o amb fums dels apartaments. Les escombraries es llençarien per tubs als contenidors per sota del nivell de carrer, i els carros de servei se les endurien per rails soterrats.
Hénard va ser el primer a proposar el concepte de rasant artificial, que va influir en arquitectes urbans posteriors com Auguste Perret i Le Corbusier. Va imaginar una "carretera de servei" que passava sota el carrer utilitzat pels residents dels seus magnífics edificis, amb els seus ascensors, jardins al terrat i pistes d'aterratge d'helicòpters a dalt de tot. Els conceptes presentats en el treball de Le Corbusier de 1915 sobre "Ciutats-Pilotis", on els edificis s'aixecarien sobre xanques per augmentar l'espai disponible per al trànsit, deriven del treball d'Hénard de 1910. Tanmateix, Hénard va presentar les seves innovacions dins de l'estil decoratiu parisenc final de segle de l'època, mentre que Le Corbusier pensava que una nova forma urbana satisfaria millor les necessitats de la nova era.

## Plans urbanístics de París

### Vies principals

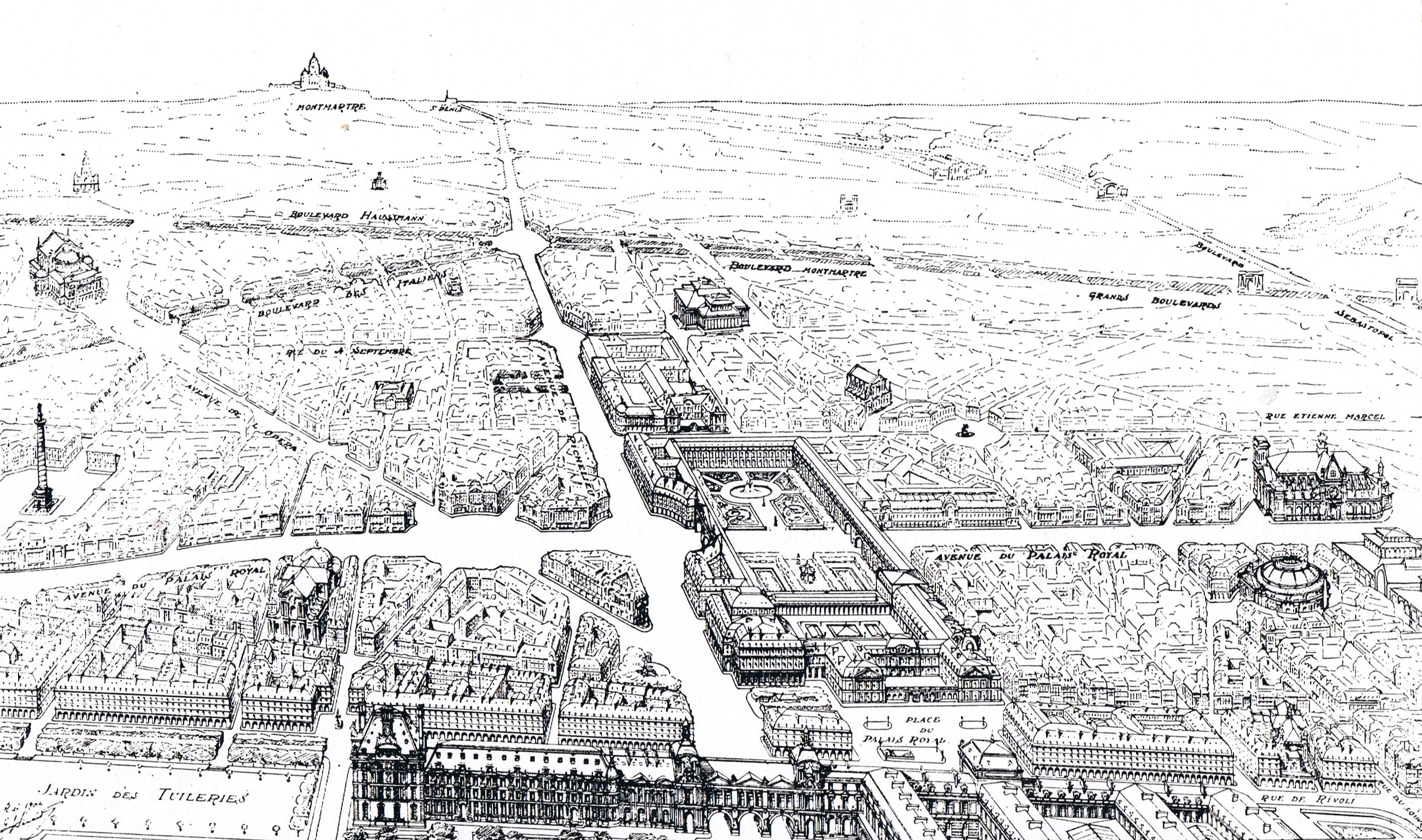
Vista del Palais-Royal i la nova gran cruïlla de París. En aquesta visió, la nova avinguda est-oest del Palau-Royal talla el Palau-Royal, que es troba al costat est de l'avinguda nord-sud de Richelieu.

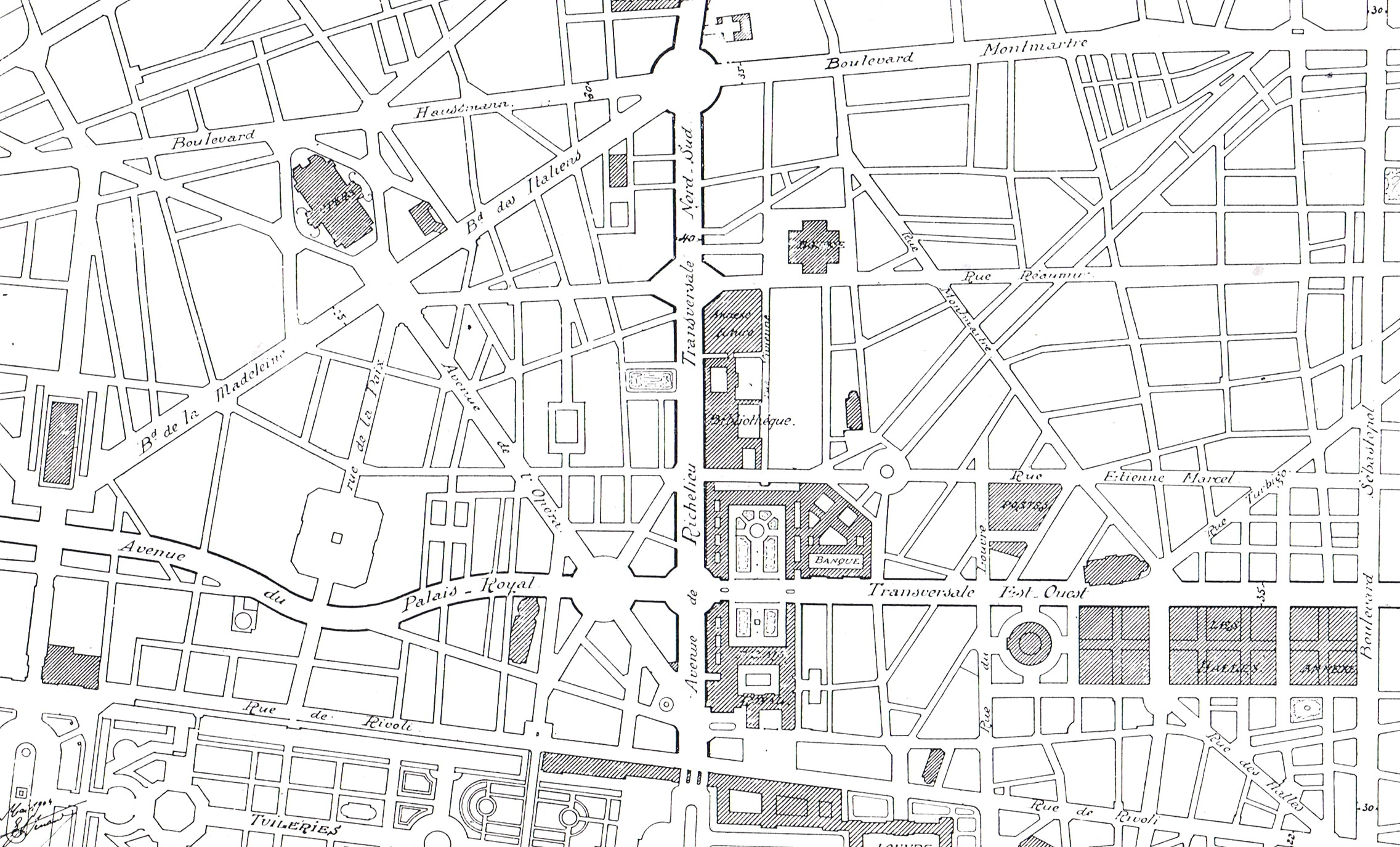
Pla de Grans Cruïlles de París

Anticipant-se a un volum de trànsit creixent, Hénard era partidari d'una xarxa de carreteres de circumval·lació al voltant del centre de la ciutat, unides per vies radials que travesséssin la ciutat. Va presentar un projecte per a una nouvelle grande-croisée Est-Ouest de París ("nou gran encreuament est-oest de París") el 1904. Al seu pla, dues avingudes àmplies s'intersecarien en angle recte al Palau-Royal, dividint París en quatre districtes. S'unirien en una rotonda, tallant el costat oest del Palais-Royal.
L'artèria est-oest, la nova Avenue du Palais-Royal, transcorreria al llarg del traçat de la Rue Rambuteau, que s'ampliaria, a través del Palais-Royal i cap a l' Avinguda de l'Opéra. L'avinguda passaria per arcs tallats a través de les ales del Palau Reial semblants als arcs de l'ala del Louvre d' Héctor Lefuel. L'avenue du Palais-Royal seria de 35 metres d'ample. Creuaria la Rue de Richelieu nord-sud, ampliada a 40 metres i rebatejada avinguda de Richelieu. Ambdues avingudes s'allargarien fins a les portes de París i aprofitarien el millor possible les carreteres existents. 
Eugène Hénard proposà també d'unir el Palais-Royal amb la seu de la Banque de France eliminant la Rue Radziwill. L'edifici de la Banque de France de la nova Avenue du Palais Royal rebria "una façana digna de la primera entitat financera de França". Per a Eugene Hénard, la circulació general de París s'hauria beneficiat de la creació de la nova Avenue du Palais-Royal com una "espècie d'artèria aorta situada al cor de la ciutat, i per les seves potents pulsacions regularitzant el moviment central."
El projecte també incloïa:
- Eliminar els estrets carrers Valois, Montpensier i Beaujolais,
- Desplaçar la Fontaine Molière a la cantonada de l'avinguda de l'Òpera i la nova avinguda de Richelieu, just davant de la Comédie-Française,
- Substituir els quatre passatges del Louvre al costat de la Rue de Rivoli i construint al seu lloc una nova porta del Louvre, més ampla i semblant a la projectada originalment per Lefuel,
- Crear una cruïlla estrella amb sis branques al punt de trobada de la nova Avenue du Palais Royal i l'Avenue de l'Opera.

Per a Eugène Hénard, el conjunt format per l'arc a través del Palais-Royal, la cruïlla estrella, la plaça de la Comédie-Française amb les seves fonts i l'arc de triomf del Louvre crearia un conjunt de llocs al centre de París on l'art monumental aportaria una bellesa addicional i innegable a la ciutat. Tot el projecte es va discutir durant diversos anys, i el 1912 va donar lloc a una gran polèmica dins de la Comissió del Vell París. Tanmateix, la proposta no va obtenir prou suport oficial.

### Plaça de l'Òpera

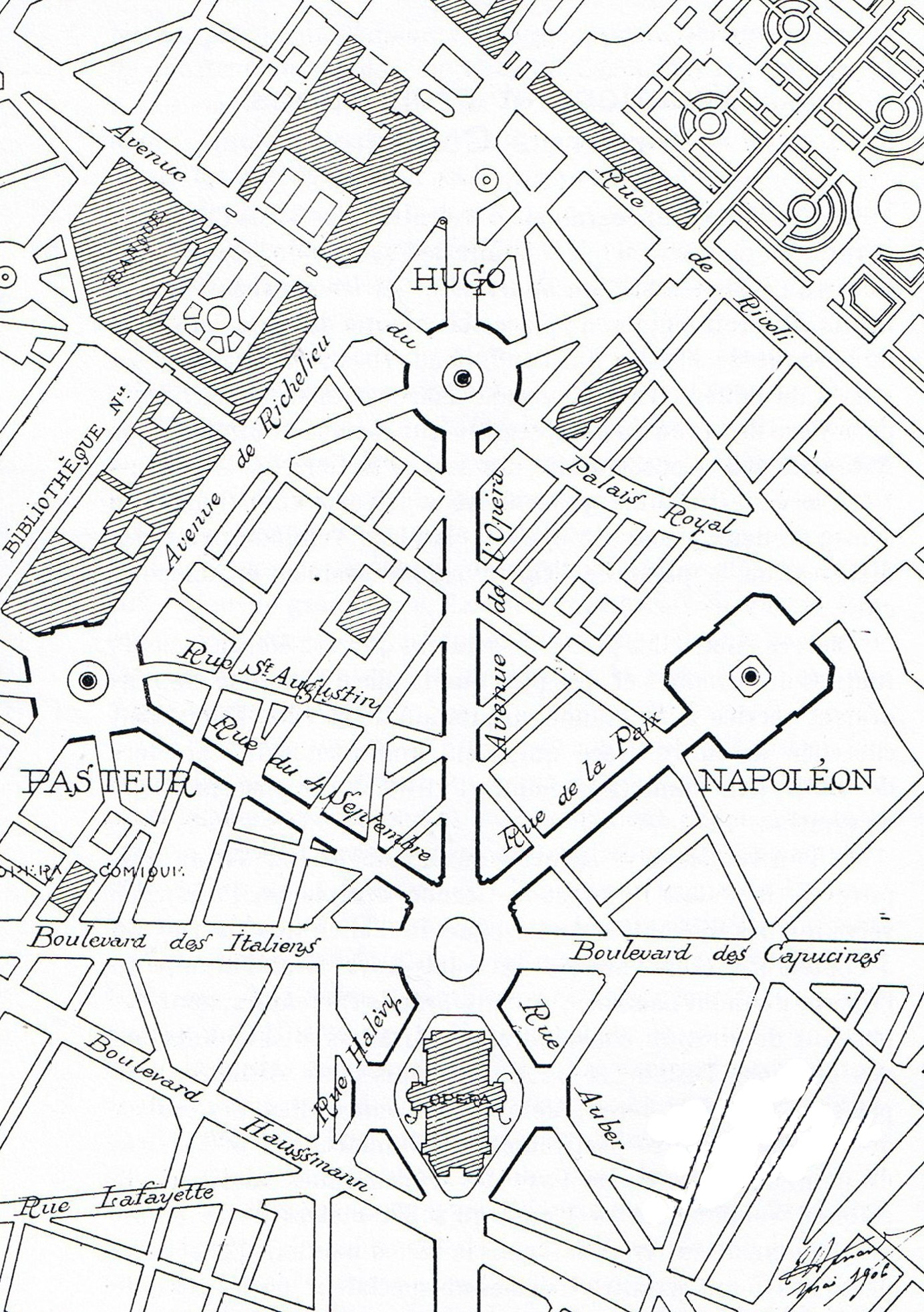
Projecte de redisseny de la plaça de l'Òpera

Eugène Hénard va assenyalar que les places anteriors al segle xix tenien una superfície més gran que les que les van succeir, tot i que aleshores no hi havia problemes de circulació: 19.000 m2 per a la Place Royale, 17.000 m2 per a la Place Vendôme, 75.000 m2 per a la plaça de la Concòrdia, mentre que la plaça Saint-Michel té 6.000 m2, la Place de l'Opéra en té 9.000 i la plaça de la República 36.000. Eugène Hénard va defensar la creació de noves places i també l'ampliació de places existents com la Place de l'Opéra.
Per a la Place de l'Opéra va afegir consideracions estètiques a les preocupacions pel problema de la circulació d'automòbils, lamentant que fos impossible veure la façana principal de l'edifici de l'Òpera en el seu conjunt. Ell, per tant, va proposar doblar l'amplada de la plaça i donar-li una forma quasi circular, lleugerament ovalada: l'oval faria 120x136 m. Aquesta excentricitat seria prou petita per no frenar el moviment circular amb girs amb un radi massa estret. Al mig de la plaça, un gran embut circular de 20 m de diàmetre proporcionaria llum i aire a les galeries de vianants subterrànies i a l'estació metropolitana. L'accés als passatges subterranis i a l'estació es faria per dues escales centrals i set escales al voltant del perímetre.

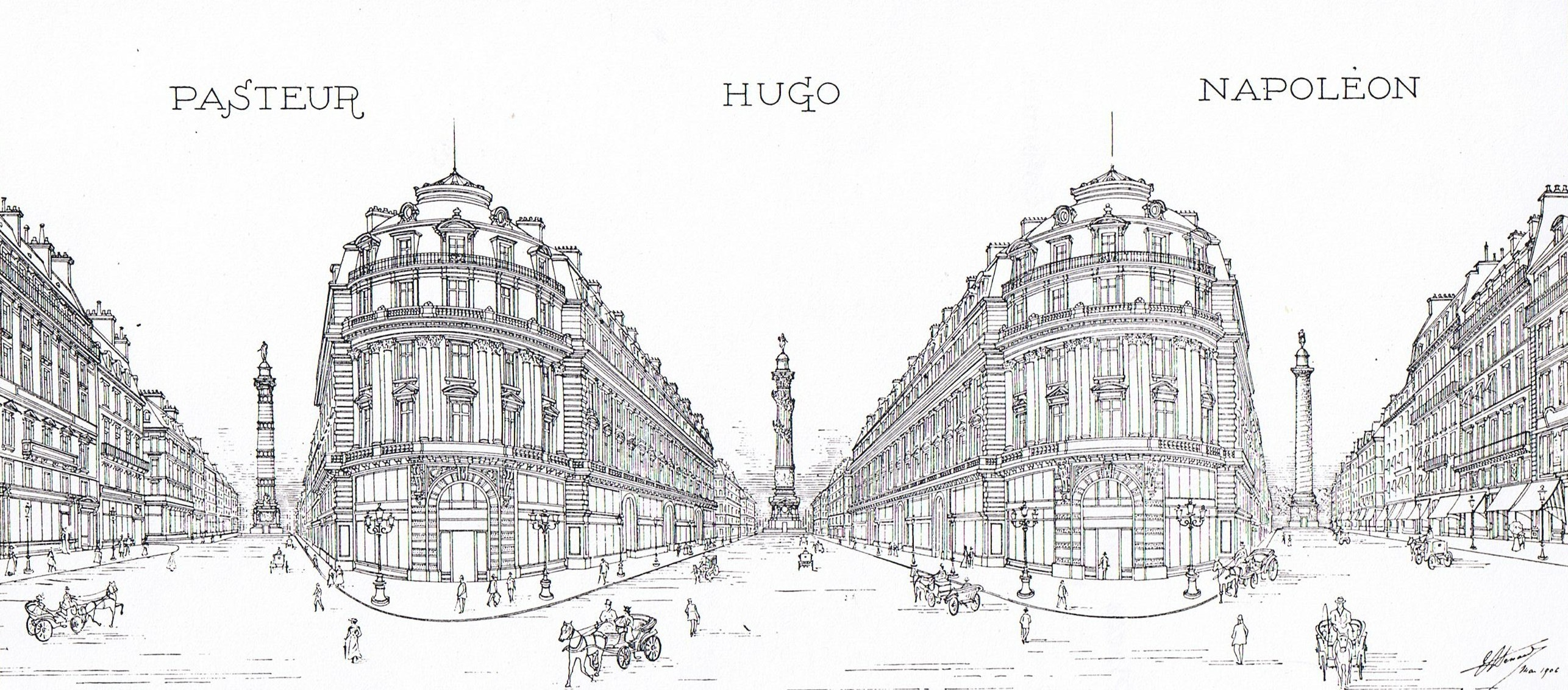
Les columnes proposades per Eugène Hénard per ancorar les perspectives des de la plaça de l'Òpera

Mirant al nord des de la plaça hi hauria tres vistes: per la Rue de la Paix fins a la columna del Gran Exèrcit, per l'Avinguda de l'Opéra, amb la llunyana cúpula d'un dels pavellons del Louvre, i per la Rue du 4-Septembre, amb un aspecte més confús. Hénard va proposar equilibrar les perspectives afegint dues columnes de la mateixa alçada que la columna Vendôme, una a l'eix de l'avinguda de l'Òpera, l'altra a la Rue du 4-Septembre. Va proposar aixecar una columna a la glòria de les arts rematada amb una estàtua de Victor Hugo, i una altra a la glòria de la ciència dedicada a Louis Pasteur. La columna de les Arts estaria a l'eix de l'avinguda de l'Òpera, que porta al Théâtre-Français i al Louvre. La columna Ciències estaria a l'eix de la Rue du 4-Septembre que porta a la Biblioteca Nacional i al Conservatori d'Arts i Oficis.

### Nous parcs

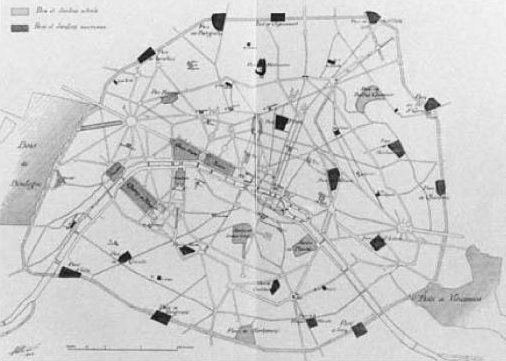
1903 Pla de nous parcs a París (ombrejat fosc). Els parcs existents es mostren amb ombrejat clar.

Eugène Hénard va observar que París tenia una població més densa però molt menys espai verd que Londres, amb 1.740 Ha per a París en comparació amb 4.830 Ha per a Londres. Des de 1789 París havia perdut més de la meitat de les seves superfícies plantades: 391 Ha el 1789 enfront de 137 Ha el 1903. Va lamentar especialment que el parc de Bagnolet, que havia donat als barris del nord-est un jardí equivalent, si no superior, al de les Tulleries, hagués desaparegut, així com el jardí de Clichy, el parc de Montrouge i el recinte de Saint-Lazare, que podria haver format un parc interior de gran qualitat.
El 1903 Hénard va proposar utilitzar els terrenys reservats per a les muralles i fortificacions obsoletes de París com a base per a un cinturó de parcs. Va comptar amb el suport del Musée Social, que el 1910 va demanar als ciutadans que votessin a les properes eleccions els candidats que recolzaven els programes de conservació urbans i de parcs. Hénard va fer una forta campanya per establir «espais arbrats, coberts d'herba i decorats amb flors amb una superfície almenys igual a la del Parc Montsouris». Va proposar crear nou parcs importants i tretze camps de joc al voltant dels límits de la ciutat. Amb unes dimensions que variaven de 9 a 12 Ha, els nous parcs havien de ser Levallois, Batignolles, Clignancourt, la Villette, Pré-Saint-Gervais, Charonne, Ivry, Vaugiard i Issy.
Eugène Hénard també va proposar la creació de nou parcs addicionals per descongestionar algunes zones mancades d'espais verds: parc de Montmartre que inclou part del turó, parc Saint-Denis al districte 10, parc Voltaire al districte 11, parc Ménilmontant al districte 20, Saint -Parc Antoine al 12è districte, parcs Maison-Blanche i Croulebarbe al 13è districte, parcs Maine i Grenelle al 15è districte. Aquests parcs serien més petits que el primer grup, però no tindrien menys d'una hectàrea.
L'objectiu del projecte era garantir que cada persona fos com a màxim a un quilòmetre d'un gran parc i a 500 metres d'un jardí o plaça. Segons Hénard, les exigències de la salut pública, incloent la salut i el desenvolupament dels infants, el desenvolupament del ciclisme i la gimnàstica justificaven el compromís econòmic necessari per aconseguir aquest programa. Eugène Hénard afirmava que a les àrees dedicades a l'esport, els cafès i restaurants que es volguessin establir generarien ingressos que ajudarien a cobrir les despeses de desenvolupament i funcionament dels parcs. Molts planificadors posteriors es van basar en el pla d'Hénard de 1912 per a la ciutat de París, amb el seu gran augment d'espais oberts.